# Еврейское кладбище в Грётцингене

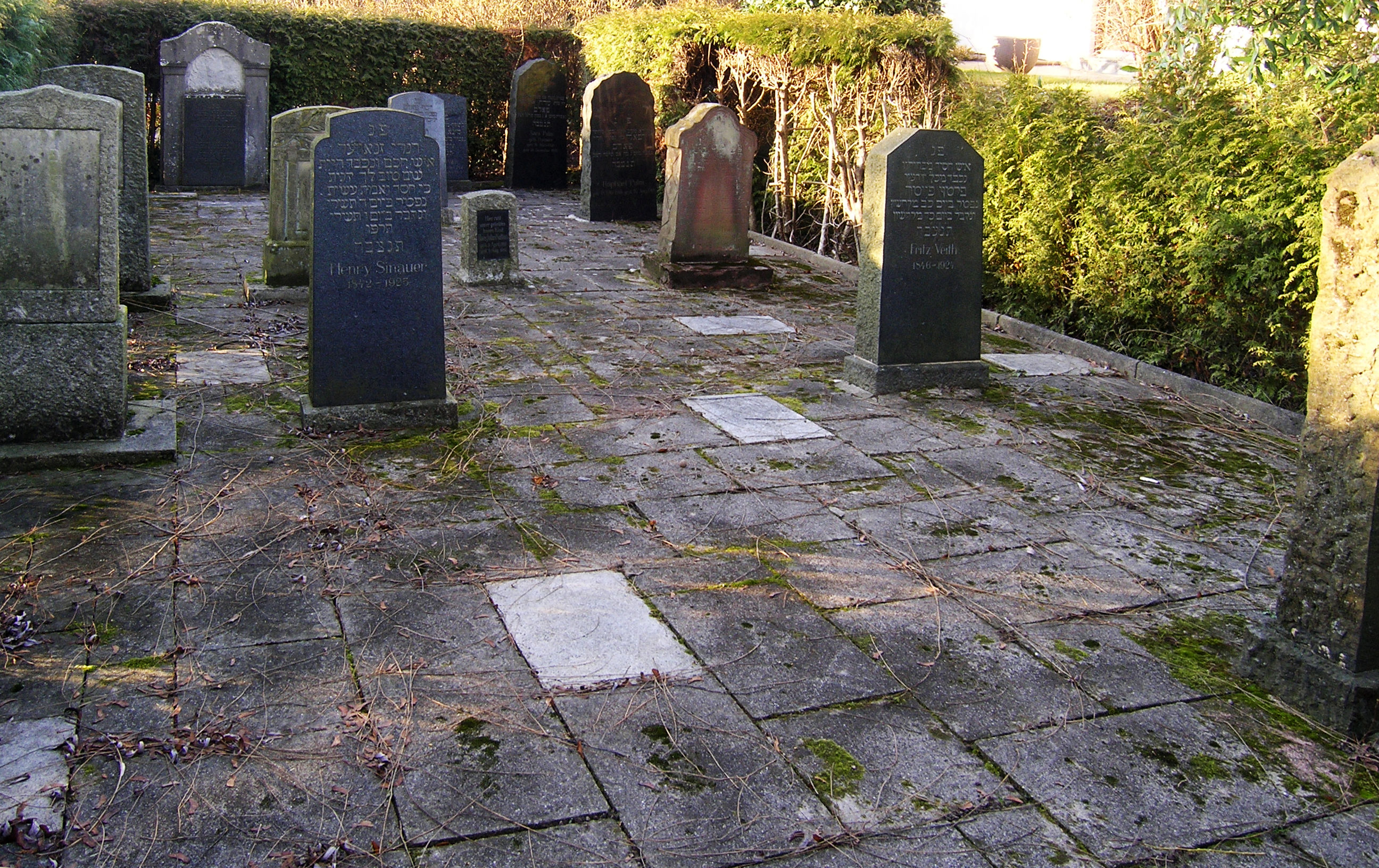
Еврейское кладбище в Грётцингене

Евре́йское кла́дбище в Грётцингене (нем. Jüdischer Friedhof Grötzingen) — одно из сохранившихся еврейских кладбищ на севере немецкой земли Баден-Вюртемберг, расположенное в бывшей деревне Грётцинген, ныне ставшей городским районом города Карлсруэ. Является охраняемым памятником культуры.

## История еврейской общины Грётцингена
Вплоть до 1900 года обряды похорон проводились на еврейском кладбище в Обергромбахе. В 1905-1906 годах на отдельном участке было создано новое еврейское кладбище, расположенное поблизости от Верраброннер штрассе (Werrabronner Straße). Территория кладбища полностью вымощена каменными плитами.
В сентябре 1936 года в Грётцингене жила маленькая еврейская община, насчитывающая примерно 20 человек. Во время ноябрьских погромов в ночь с 9 на 10 ноября 1938 года в Грётцингене также дошло до беспорядков. При этом синагога была осквернена и сильно повреждена, но из-за просьб соседей, что их дома находятся в непосредственной близости и поэтому под угрозой пожара, синагога не была подожжена. Наконец, она была снесена в начале 1939 по поручению муниципалитета. Таким образом больше не стало религиозной общины евреев, живущих в Грётцингене. После того, как течение нескольких недель начали происходить депортации евреев в концентрационный лагерь Дахау, много еврейских семей покинули страну. 22 октября 1940 года, последние 10 оставшихся в деревне евреев, вместе с другими евреями из Бадена и Пфальца были посажены в грузовик и депортированы в Южную Францию в концентрационный лагерь Гюрс.
В эпоху национал-социализма еврейская община Грётцингена была полностью уничтожена. Еврейское кладбище в Грётцингене сохранилось и самый старый могильный камень на нём датирован 1905 годом.

## Площадь
Площадь еврейского кладбища 1,8 ара (180 м²). На нём насчитывается 13 могил.